# لا (مجموعة شعرية)
لا واسمها الكامل لا، بكائية لجمال عبد الناصر وقصائد رافضة، مجموعة شعريّة سياسيّة من مؤلفات الشاعر العربي السوري نزار قباني، صدرت في عام 1970، عن منشورات نزار قباني في بيروت، لبنان.